# Roger Bolders
Roger Bolders, né à Merksem le 14 juin 1939, est un acteur belge néerlandophone.

## Biographie
Roger Bolders vit à Lochristi. Il fut membre de la troupe du Raamtheater d'Anvers et est directeur du Theater Rhetorika de Zele.
Ses rôles les plus célèbres sont ceux de Niske dans Wij, Heren van Zichem et de Markies dans Johan en de Alverman.

## Filmographie partielle
- 1973 : 6, rue du Calvaire (en néerlandais : Kruiswegstraat 6) de Jean Daskalidès